# V524 Возничего
V524 Возничего (лат. V524 Aurigae) — одиночная переменная звезда в созвездии Возничего на расстоянии (вычисленном из значения параллакса) приблизительно 17507 световых лет (около 5368 парсеков) от Солнца. Видимая звёздная величина звезды — от +12,5m до +9,8m.

## Характеристики
V524 Возничего — красная пульсирующая переменная звезда, мирида (M) спектрального класса M. Эффективная температура — около 3282 K.